# Josef Armberger
Josef Armberger (Gugging, 26 giugno 1920 – Evreux, 20 agosto 1944) è stato un militare tedesco, ufficiale delle Waffen-SS durante la seconda guerra mondiale.

## Biografia

### Formazione
Josef Armberger nacque a Gugging, in Bassa Austria ed entrò nelle SS il 1° maggio 1938, nella 1° compagnia del SS-Infanterie-Regiment 'Der Führer'. Dopo aver frequentato la SS-Junkerschule di Braunschweig venne promosso prima a SS-Untersturmführer e poi a SS-Obersturmführer.

### Campagna dei Balcani e fronte orientale
Nell'aprile del 1941 partecipò alla campagna dei Balcani, nell'operazione Marita e nel giugno del 1941 prese parte all'operazione Barbarossa con la 1. SS-Panzer-Division "Leibstandarte SS Adolf Hitler" fino al 1944.

### Battaglia di Normandia
Nel giugno del 1944 venne mandato con la sua unità in Normandia, prendendo parte ai combattimenti di Saint-Lambert, Tournay-sur-Dive e Villedieu les Bailleul. Dopo che le forze corazzate inglesi lanciarono un'offensiva il 13 agosto 1944, occupando il villaggio di Le Ménil-Angot e bloccando la ritirata per le forze tedesche che si erano radunate nella zona di Champ-Jouide Bois, Armberger ricevette il compito di effettuare una ricognizione sulle forze nemiche con 5 Panzer IV e 2 autoblindo. Il suo gruppo corazzato fu impegnato in un pesante scontro a fuoco con le forze nemiche ed il nemico inviò 8 cacciabombardieri, carri armati e cannoni anticarro, rendendo impossibile un ulteriore avanzata e portando alla perdita di 2 Panzer IV. Armberger decise quindi di continuare la sua missione di ricognizione a piedi con alcuni commilitoni, con l'obiettivo di distruggere i carri nemici per aprire la strada alle proprie truppe corazzate. Distrusse personalmente 4 carri armati nemici a colpi di Panzerfaust, facendo arretrare il nemico e liberando la strada per la ritirata delle sue truppe. Armberger si distinse anche in numerose altre occasioni, ma il 20 agosto 1944 fu colpito da un colpo di artiglieria durante le battaglie a sud di Falaise. Per le sue azione fu insignito postumo della croce di cavaliere della croce di ferro. Venne sepolto nel cimitero militare tedesco di Champigny-la-Futelaye.

## Onorificenze

### Onorificenze tedesche[1]
Durante questo periodo, l'SS-Obersturmführer Armberger fu un fulgido esempio per ufficiali, sottufficiali e soldati; ricevette 9 ferite e fu nominato nell'Albo d'Onore dell'Esercito Tedesco il 17 giugno 1944 per il suo eccezionale coraggio durante la difesa di Stanislau.
L'SS-Obersturmführer Armberger esercitò ancora una volta un'influenza sproporzionata sul combattimento durante i combattimenti lungo il fronte d'invasione nell'estate del 1944.
Le forze corazzate inglesi lanciarono un'offensiva a sorpresa lungo la strada Carouges-Ranes il 13 agosto 1944 e a Verso le 15:00 occuparono il villaggio di Le Ménil-Angot. In questo modo, il nemico riuscì a bloccare la strada di ritirata a nord per le forze amiche che si erano radunate nella zona di Champ-Jouide Bois. Il nemico fu rinforzato con ulteriori carri armati dalla zona a est di Le Ménil-Angot e St. Martin, e in seguito cercò di allungare la sua linea di blocco verso est e ovest.
Con questa situazione, l'SS-Obersturmführer Armberger ricevette una missione dal comandante del II./SS-Panzer-Regiment 1 'LSSAH'. Il suo compito era di ricognizione delle forze nemiche nella zona di Le Ménil-Angot con i suoi 5 Panzer IV operativi rimanenti e 2 autoblindo dell'Heer.
L'SS-Obersturmführer Armberger partì con una rapida avanzata e riuscì a liberare i gruppi di fanteria nemici che occupavano la strada Carrouges-Ranes. Raggiunse il limite meridionale di Le Ménil-Angot, e qui il suo Il gruppo corazzato fu impegnato in un pesante scontro a fuoco con le forze nemiche. Il nemico inviò inoltre 8 cacciabombardieri, e i loro attacchi di bombardamento/mitragliamento resero impossibile qualsiasi ulteriore avanzata, senza che quest'ultima subisse pesanti perdite. Nuove forze nemiche entrarono in azione contemporaneamente ai cacciabombardieri, e il gruppo corazzato dell'SS-Obersturmführer Armberger fu attaccato da carri armati e cannoni anticarro nemici. 2 Panzer IV andarono persi nello scontro a fuoco.
L'SS-Obersturmführer Armberger decise quindi di interrompere la battaglia. Avrebbe lasciato i suoi Panzer rimanenti a proteggere il bivio a sud di Le Menil-Angot mentre continuava la sua missione di ricognizione a piedi con alcuni commilitoni.
Per raggiungere questo obiettivo, lui e il suo caposquadra della Kompanie radunarono alcuni membri del suo equipaggio e avanzarono contro le posizioni nemiche. Il suo obiettivo era quello di eliminare i carri armati nemici ai margini del villaggio con armi da combattimento ravvicinato e quindi consentire al suo I Panzer lanciano un nuovo tentativo contro il villaggio.
Nonostante diversi tentativi falliti, dimostrò grande perseveranza in condizioni molto difficili. Alla fine riuscì a raggiungere il raggio d'azione e da lì distrusse personalmente 4 carri armati nemici in rapida successione a colpi di Panzerfaust. Durante tutto questo tempo, mise a repentaglio la propria vita per portare a termine con successo la missione assegnatagli.
Il nemico si rese conto delle sue perdite e arretrò le sue posizioni a circa 300 metri più in profondità nel villaggio. Da lì non fu più in grado di usare le sue armi per controllare la strada che conduceva a sud da Le Menil-Angot. Le nostre forze furono così in grado di eseguire i loro movimenti di ritirata senza interferenze.
I presupposti per questa manovra di successo furono creati dalle azioni coraggiose e dall'iniziativa singolarmente coraggiosa dell'SS-Obersturmführer Armberger.
L'SS-Obersturmführer Armberger si distinse anche in numerose altre occasioni durante le dure battaglie della Divisione sul fronte d'invasione. Il 20 agosto 1944, dopo la nona ferita, fu colpito da un colpo di artiglieria durante le battaglie di sfondamento a sud di Falaise e morì da eroe. Anche qui guidò la sua Compagnia contro un nemico di gran lunga superiore. Questo destino lo colse dopo aver abbandonato il suo veicolo per condurre una ricognizione a piedi per le operazioni della sua Compagnia.
La sua morte segnò la fine di una vita eroica da soldato che era servita da modello di coraggio e audacia per tutti i membri del Reggimento.